# Café Cold Brew
Café cold brew, também conhecido por extração a frio, é um tipo de café preparado pelo processo de infusão de grãos de café moídos em água a temperaturas baixas por um período prolongado. Grãos moídos em granulometria grossa são deixados em infusão na água de 12 a 24 horas.
A água é normalmente mantida à temperatura ambiente, mas água gelada também pode ser utilizada. Após a infusão dos grãos, eles são filtrados usando um filtro de papel para café, uma peneira fina (como em uma cafeteira de êmbolo). O resultado é um concentrado de café que é diluído com água ou leite, sendo às vezes servido quente, mas frequentemente servido gelado, com gelo, ou misturado com gelo e outros ingredientes, como chocolate.

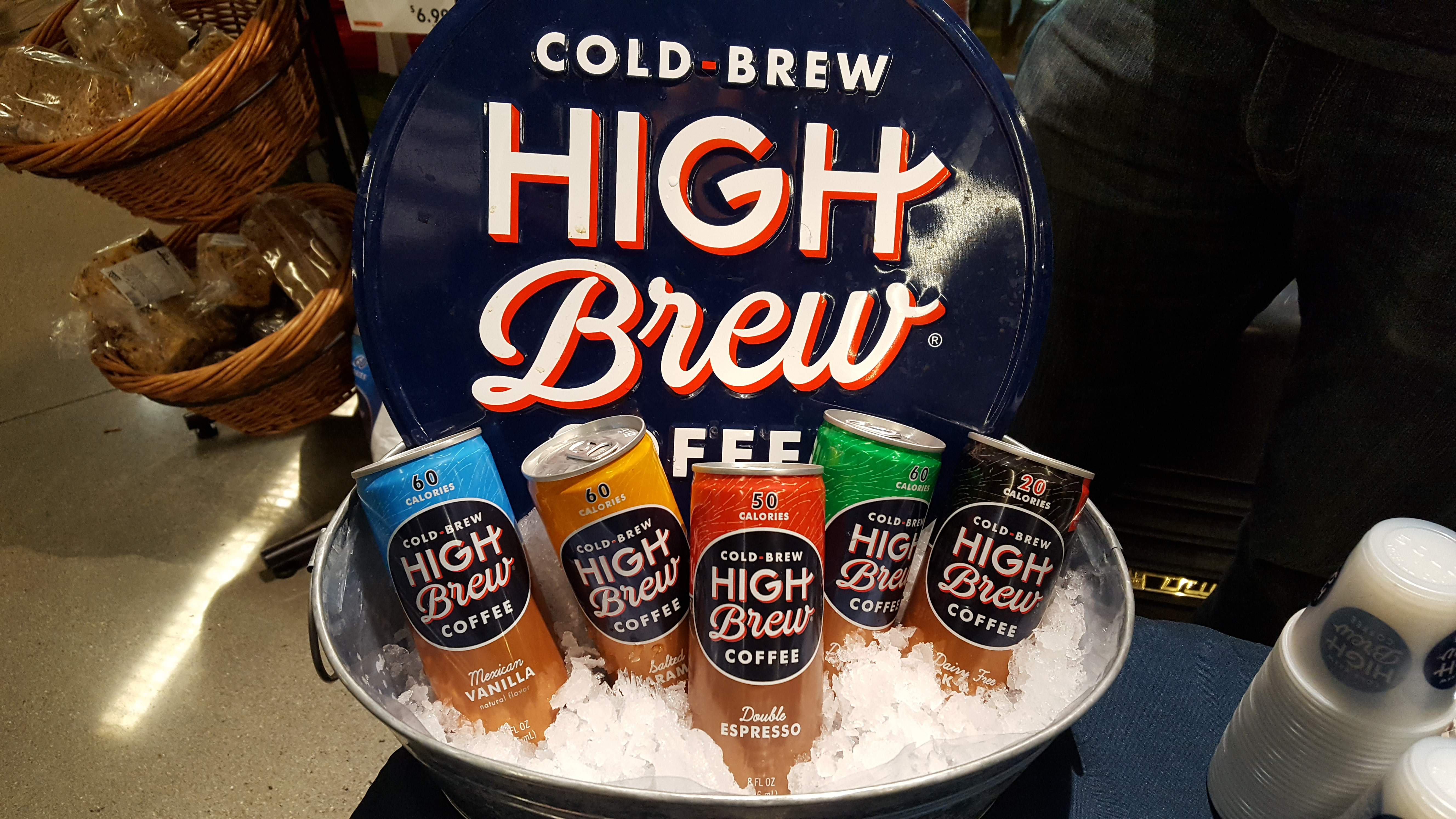
Um expositor de cafés cold brew em um supermercado

## História
Os holandeses introduziram o café cold brew no Japão, onde ele tem sido um método tradicional de preparo de café por séculos. O cold brew por gotejamento lento refere-se a um processo no qual a água à temperatura ambiente é pingada através dos grãos de café moídos ao longo de várias horas. Esse método é conhecido como "estilo Quioto" ou, na Ásia Oriental, "café holandês".

## Sabor
Como os grãos de café moídos nesse tipo de preparo nunca entram em contato com água quente, o processo de extração de sabor dos grãos produz um perfil químico diferente dos métodos convencionais de preparo. Os grãos de café contêm diversos compostos mais solúveis em temperaturas mais altas, como cafeína, óleos e ácidos graxos. No entanto, o preparo em temperatura mais baixa por 24 horas resulta em maior teor de cafeína quando comparado a 6 minutos a 98ºC. O pH do café cold brew e do café preparado quente é semelhante, mas o café cold brew tem uma menor concentração de acidez titulável e tanto o pH quanto a acidez titulável influenciam o sabor.

## Cafénitro cold brew

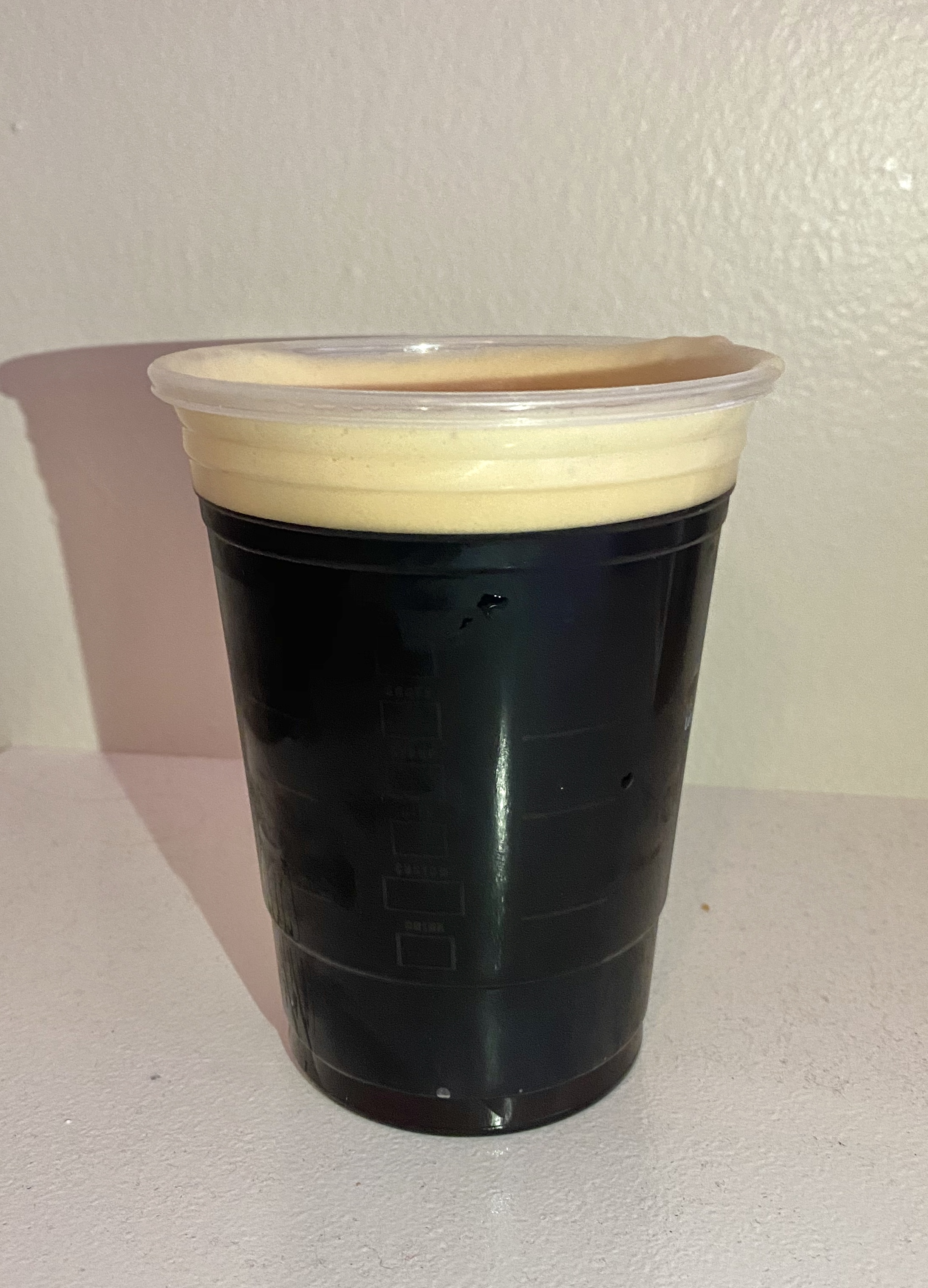
Café nitro cold brew

O café nitro cold brew é uma variação do café cold brew que utiliza a adição de gás nitrogênio para criar uma textura suave, sendo servido a partir de um sistema de torneira. Ele foi introduzido no início da década de 2010.

### Preparo
O preparo do café nitro cold brew começa com a preparação do cold brew. Após a infusão adequada dos grãos, o café é transferido para uma garrafa ou barril à temperatura ambiente. Ao ser servido em um copo, o café é infundido com nitrogênio para criar uma espuma rica e cremosa, semelhante à de um chope (embora a maioria das cervejas e refrigerantes seja gaseificada com dióxido de carbono, o nitrogênio é ocasionalmente usado em stouts, resultando em um sensorial mais suave.) O nitro cold brew é normalmente servido gelado, mas sem gelo, que poderia danificar a espuma no topo.

### História
O nitro cold brew foi oferecido pela primeira vez em cafeterias da terceira onda do café no início da década de 2010, mas sua origem exata é disputada. Segundo a Men's Journal, o processo teria começado em 2013 em cafeterias como a Cuvee Coffee em Austin, Texas, e a Stumptown em Portland, Oregon. No entanto, a Esquire atribui o crédito ao café servido no The Queens Kickshaw em Nova York em 2011. A Cuvee Coffee ofereceu nitro cold brew, na torneira, pela primeira vez no Slow Food Quiz Bowl em Austin, Texas, em 14 de agosto de 2012.
A Ball Corporation emitiu um comunicado à imprensa citando a Cuvee como a primeira empresa a envasar cold brew em latas, e a BevNet premiou a Cuvee com a Melhor Inovação em Embalagem, chamando-os de "a primeira marca de cold brew a comercializar uma opção nitrogenada". Stumptown e Cuvee começaram a oferecer bebidas enlatadas com uma cápsula preenchida com nitrogênio para pressurizar a lata em 2015. A Starbucks introduziu a bebida em 500 lojas no verão de 2016, precedida no mercado de Los Angeles pela The Coffee Bean & Tea Leaf. Em 2020, a Starbucks oferecia a bebida em mais da metade de suas lojas nos Estados Unidos, tornando-a um item fixo no menu.